# Joco Žnidaršič
Joco Žnidaršič, slovenski fotograf in urednik, * 20. marec 1938, Šoštanj, Dravska banovina, Kraljevina Jugoslavija, † 28. november 2022, Ljubljana, Slovenija.
Žnidaršič je do leta 1963 absolviral 10 semestrov študija na ljubljanski Medicinski fakulteti v Ljubljani. Že v času študija se je začel ukvarjati z reportažno in umetniško fotografijo, pozneje pa se je tej dejavnosti povsem posvetil. Deloval je kot fotoreporter pri časnikih Študentska tribuna, TT, Tovariš, od leta 1974 do upokojitve pa 24 let kot urednik fotografije pri Delu. Bil je svobodni fotoreporter in solastnik založbe Veduta AŽ, d.o.o., ki izdaja fotomonografije. S fotografijami je sodeloval pri promociji in oblikovanju za več kongresov. 
Poleg dela, povezanega z novinarstvom, je Žnidaršič, skupaj z uglednimi pisci (npr. Matjaž Kmecl, Ciril Zlobec, Željko Kozinc) ustvaril številne fotomonografije, ki so mu prinesle sloves enega najvidnejših slovenskih umetniških in reporterskih fotografov. Med pomembnejše spadajo: Foto Joco Žnidaršič, Ljubljana, Bohinj, Slovenski vinogradi, Pot k očetu (himalajski potopis), Dobimo se na tržnici, Golf na Slovenskem, Deset let je Slovenija država, Moja Slovenija, Lipicanci, »Večni Bohinj«, »Zakladi Slovenije II« ter »Najlepša pot zeleni prstan Ljubljane«, Tivoli. Na knjige se je kritika odzvala z visokimi ocenami, knjižno občinstvo pa z dobrim sprejemom. Zasnoval in uredil je še dvajset drugih monografskih publikacij, v katerih je imel tudi pomemben fotografski avtorski delež. Med njimi so bile posebej uspešne: Zakladi Slovenije (prva izdaja), Vojna za Slovenijo, Lepa Slovenija, Planica (I. in II.), Slovenija lepotica Evrope in Ljubljana,lepa in prijazna.
Joco Žnidaršič je leta 1975 postal mednarodni mojster umetniške fotografije – EFIAP. Na številnih razstavah doma in po svetu je prejel več kot petdeset nagrad in priznanj. Nekatere najvidnejše med njimi so: nagrada Prešernovega sklada, Župančičeva nagrada, Puharjeva plaketa za življenjsko delo ter nagrada »Consortium veritatis«, najvišje slovensko priznanje za novinarsko delo. Je prvi prejemnik nagrade »World Press Photo« na Slovenskem. Leta 2009 ga je predsednik republike Slovenije odlikoval z »Zlatim redom za zasluge« za življenjsko delo na fotografskem področju in za velik prispevek k prepoznavnosti Slovenije. Leta 2013 je prejel nagrado glavnega mesta Ljubljane, leta 2017 pa ga je predsednik države Borut Pahor odlikoval z »Redom za zasluge«, ki ga je prejel kot soavtor v skupini ustvarjalcev akcije »Slovenija moja dežela«.
Dne 5. 12. 2022 je bil z vojaškimi častmi pokopan na ljubljanskem centralnem pokopališču Žale.